# Уза (Гомельский район)
Уза (бел. Уза́) — деревня в Бобовичском сельсовете Гомельского района Гомельской области Республики Беларусь.

## География

### Расположение
В 5 км на юго-запад от Гомеля.

### Гидрография
На реке Уза (приток реки Сож). На востоке мелиоративные каналы, в том числе и Мильчанская канава.

## Транспортная сеть
Транспортные связи по просёлочной, затем автомобильной дороге Калинковичи — Гомель. Планировка состоит из прямолинейной улицы, ориентированной с юго-запада на северо-восток и застроенной двусторонне, деревянными домами усадебного типа.
Сейчас следует только городской автобусный маршрут № 16а и маршрутное такси № 2-тк

## История
Обнаруженное археологами городище раннего железного века (в 1 км на юг от деревни) свидетельствует о заселении этих мест с давних времён. По письменным источникам известна с XVIII века как деревня в Речицком повете Минского воеводства Великого княжества Литовского.
После 1-го раздела Речи Посполитой (1772 год) в составе Российской империи. С 1775 года во владении фельдмаршала графа П.А. Румянцева-Задунайского, с 1834 года — фельдмаршала князя И.Ф. Паскевича. В 1816 году в Новиковской экономии Гомельского поместья. В 1830 году действовали мельница, круподробилка, сукновальня. Через деревню проходила почтовая дорога из Речицы в Гомель. В 1868 году помещик Филончик владел здесь 2483 десятинами земли, имел питейный дом. Согласно переписи 1897 года располагались: хлебозапасный магазин, ветряная мельница, в Дятловичской волости Гомельского уезда Могилёвской губернии. В 1909 году в одноименном фольварке, который находился рядом, 1608 десятины земли. С 1913 года действовали земская школа и телеграф.
В 1926 году работали почтовый пункт и школа, в Давыдовском сельсовете Гомельского района Гомельского округа. В 1930 году организован колхоз «Красная Уза». Во время Великой Отечественной войны 31 житель погиб на фронте. В 1959 году в составе колхоза «Победа» (центр — деревня Красное).
До 1 августа 2007 года в составе Давыдовского сельсовета.

## Население

### Численность
- 2004 год — 87 хозяйств, 200 жителей.

### Динамика
- 1816 год — 23 жителя.
- 1897 год — 29 дворов, 201 житель (согласно переписи).
- 1909 год — 33 двора, 212 жителей.
- 1926 год — 63 двора, 319 жителей.
- 1959 год — 347 жителей (согласно переписи).
- 2004 год — 87 хозяйств, 200 жителей.